# NGC 928
NGC 928 este o galaxie spirală situată în constelația Berbecul. A fost descoperită în 5 septembrie 1864 de către Albert Marth. Se află la o distanță de 70,6 de megaparseci de Pământ.